# Mumien: Drage-kejserens grav
Mumien: Drage-kejserens grav er en tysk-kinesisk-amerikansk actionfilm fra 2008. Det er den tredje film i Mumien-serien og efterfølgeren til Mumien fra 1999 og Mumien vender tilbage fra 2001.
Filmen er instrueret af Rob Cohen, og hovedrollen som Rick O'Connell spilles af Brendan Fraser. Andre skuespillere, der optræder i filmen, er Jet Li, Maria Bello, Luke Ford, Michelle Yeoh og John Hannah. Filmen havde premiere den 8. august 2008 i Danmark.